# Ano Hana
Ano Hana: ancora non conosciamo il nome del fiore che abbiamo visto quel giorno (あの日見た花の名前を僕達はまだ知らない。?, Ano hi mita hana no namae o bokutachi wa mada shiranai.) — anche nota solo come Ano Hana (in giapponese あの花? oppure あのはな?, lett. "Quel fiore") — è una serie televisiva anime di undici episodi prodotta da A-1 Pictures e diretta da Tatsuyuki Nagai, trasmessa in Giappone nel contenitore noitaminA di Fuji TV dal 14 aprile al 23 giugno 2011. In Italia l'opera è stata acquistata da Dynit e trasmessa su Rai 4 tra il 5 febbraio e il 15 aprile 2012.
Una trasposizione letteraria di Mari Okada è stata serializzata sulla rivista Da Vinci di Media Factory nel 2011. Un adattamento manga, disegnato da Mitsu Izumi ed edito in Italia da J-Pop, è stato serializzato sul Jump Square di Shūeisha tra il 2012 e il 2013. Una visual novel basata sulla serie è stata pubblicata da 5pb. per PlayStation Portable il 30 agosto 2012. Un film d'animazione di 99 minuti è stato proiettato nei cinema giapponesi il 31 agosto 2013. Uno speciale live-action è stato trasmesso su Fuji TV il 21 settembre 2015 e diffuso da Crunchyroll via streaming in Europa.

## Trama
L'infanzia di cinque amici (Jintan, Anaru, Yukiatsu, Tsuruko e Poppo) viene scossa dalla morte di Meiko Honma, soprannominata "Menma", una loro compagna di giochi. Ora i ragazzi sono cresciuti e vanno alle scuole superiori, tuttavia non sono più amici. Improvvisamente Jinta Yadomi, detto "Jintan", che era stato il leader del gruppo, chiamato "i Super Busters della Pace", inizia a vedere il fantasma della sua piccola amica di tanti anni prima. Meiko sembra poter comunicare soltanto con lui e desidera che Jinta esaudisca un desiderio che lei aveva quando era bambina, ma del quale si è dimenticata.

## Personaggi
Jinta "Jintan" Yadomi (宿海 仁太 ／ じんたん?, Yadomi Jinta / Jintan)
Doppiato da: Miyu Irino e Mutsumi Tamura (da bambino) (ed. giapponese), Andrea Mete (ed. italiana)
Capo, da piccolo, dei Super Busters della pace, era un bambino allegro ed estroverso, che si è poi isolato dopo la morte di Meiko e di sua madre, rifiutandosi di andare a scuola. Aveva una cotta per Meiko, anche se lo ha sempre negato. Crede che Meiko sia una manifestazione del suo stress (o, inizialmente, una "bestia" estiva). Grazie a lei, si riavvicina ai vecchi amici.
Meiko "Menma" Honma (本間 芽衣子 ／ めんま?, Honma Meiko / Menma)
Doppiata da: Ai Kayano (ed. giapponese), Serena Clerici (ed. italiana)
Morta in un incidente da piccola, riappare a Jinta come uno yūrei. Nonostante sappia di essere morta, è allegra e giocherellona. Considera di grande valore l'amicizia stretta da piccola con i suoi amici e i suoi ricordi sono legati maggiormente a loro. Quando appare a Jinta, è cresciuta, ma ha mantenuto un comportamento infantile. Sebbene solo Jinta riesca a vederla e sentirla, Meiko può interagire con il mondo circostante, aprendo porte o cucinando. Teneva molto a Jinta e si preoccupa ancora per lui. Non incolpa gli amici dell'incidente. Ha un fratello minore di nome Satoshi.
Naruko "Anaru" Anjō (安城 鳴子 ／ あなる?, Anjō Naruko / Anaru)
Doppiata da: Haruka Tomatsu (ed. giapponese), Benedetta Ponticelli (ed. italiana)
Amica d'infanzia di Jinta e Meiko, è fredda nei confronti del ragazzo, specialmente di fronte ai suoi amici, ma si preoccupa per la sua salute. Si lascia influenzare dagli altri molto facilmente. Da piccola ammirava Meiko, nonostante fosse gelosa del suo rapporto con Jinta. Dubita che Meiko sia realmente tornata, ma non sopporta comunque il fatto che il ragazzo pensi ancora soltanto a lei. Lavora part-time in un negozio di videogiochi.
Atsumu "Yukiatsu" Matsuyuki (松雪 集 ／ ゆきあつ?, Matsuyuki Atsumu / Yukiatsu)
Doppiato da: Takahiro Sakurai e Asami Seto (da bambino) (ed. giapponese), Paolo De Santis (ed. italiana)
Amico d'infanzia di Jinta e Meiko, ha un comportamento condiscendente nei confronti di Jinta. Si agita quando viene nominata Meiko e cerca spesso di nascondere il fatto che sia ancora sconvolto dalla sua morte. Lui e Chiriko frequentano lo stesso liceo di alto livello. Atletico, bello e popolare, è tuttavia ancora intrappolato nel ricordo di Meiko. Vaga di notte per il bosco indossando un vestito di Meiko e una parrucca; quando viene scoperto, smette, ma è ancora tormentato dall'idea che il suo fantasma compaia solo a Jinta. Si incolpa della morte di Meiko, essendosi dichiarato a lei il giorno dell'incidente. Ha un lato oscuro e manipolatore, guidato dal suo affetto per Meiko e da un complesso di inferiorità maturato durante l'infanzia.
Chiriko "Tsuruko" Tsurumi (鶴見 知利子 ／ つるこ?, Tsurumi Chiriko / Tsuruko)
Doppiata da: Saori Hayami (ed. giapponese), Jolanda Granato (ed. italiana)
Amica d'infanzia di Jinta e Meiko, è una ragazza osservatrice dalla personalità calma e seria. Lei e Atsumu sono gli unici del gruppo ad essere rimasti in contatto col passare del tempo, tanto che frequentano lo stesso liceo di alto livello. Prova dei sentimenti nei confronti di Atsumu e cerca sempre di aiutarlo in qualche modo nei momenti difficili.
Tetsudō "Poppo" Hisakawa (久川 鉄道 ／ ぽっぽ?, Hisakawa Tetsudō / Poppo)
Doppiato da: Takayuki Kondō e Aki Toyosaki (da bambino) (ed. giapponese), Renato Novara (ed. italiana)
Amico d'infanzia di Jinta e Meiko, da piccolo ammirava molto Jinta. Ha lasciato la scuola e gira per il mondo guadagnandosi da vivere con lavoretti part-time. Ha un carattere solare e spensierato, ed ha quasi sempre un sorriso stampato sul volto. Non vede l'ora che i Super Busters della pace tornino insieme e crede subito alla storia che Jinta riesca a parlare con Meiko. È il primo a promettere a Meiko che l'aiuterà. Quando il gruppo comincia a litigare, è quello che cerca di rimediare.

## Produzione

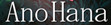
Logo della serie

Mari Okada, l'ideatrice di Ano Hana, ha dichiarato sulle pagine della rivista Da Vinci che in origine la storia era molto diversa. In particolare la sceneggiatrice aveva previsto di inserire degli elementi erotici slapstick per rappresentare le attrazioni e pulsioni sessuali dei giovani protagonisti. Inoltre l'aspetto soprannaturale dell'apparizione di un fantasma era del tutto assente e la trama si manteneva su un tono più serio, concentrandosi sul tempo trascorso durante l'infanzia.
Per fare in modo che la proposta di realizzazione dell'anime fosse accettata, la scrittrice fu costretta a modificare la storia e a seguire i consigli del regista Tatsuyuki Nagai e del character designer e direttore dell'animazione Masayoshi Tanaka, i quali le proposero di incentrare la serie sull'amicizia come tema principale.

## Media

### Serie TV

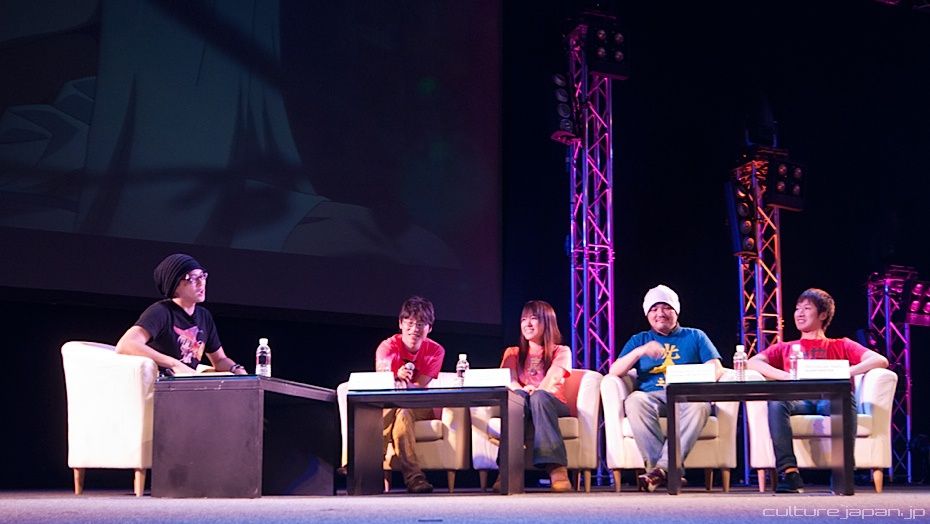
Il regista Tatsuyuki Nagai, la sceneggiatrice Mari Okada e il character designer Masayoshi Tanaka alla presentazione di Ano Hana all'Anime Festival Asia 2011

La serie televisiva è stata diretta da Tatsuyuki Nagai e prodotta dalla A-1 Pictures. Gli undici episodi sono stati trasmessi in Giappone tra il 14 aprile e il 23 giugno 2011 sulla Fuji TV all'interno del contenitore noitaminA. Il soggetto è stato scritto da Mari Okada e la colonna sonora è stata composta da Remedios. In Italia i diritti sono stati acquistati dalla Dynit, che ha trasmesso la serie, in prima visione su Rai 4, dal 5 febbraio al 15 aprile 2012 la domenica mattina insieme a Puella Magi Madoka Magica e che in seguito ha distribuito gli episodi su BD e DVD a partire da giugno 2012. In America del Nord l'anime invece è stato concesso in licenza alla NIS America, che ha pubblicato due BD/DVD, sottotitolati in lingua inglese, il 3 luglio 2012 sotto il titolo anohana: The Flower We Saw That Day.
Le sigle di apertura e chiusura sono rispettivamente Aoi shiori (青い栞? lett. "Segnalibro blu"), cantata dai Galileo Galilei, e Secret Base - Kimi ga kureta mono (10 years after Ver.) (Secret base 〜君がくれたもの〜 (10 years after Ver.)? lett. "Base segreta - Ciò che mi hai dato (ver. di 10 anni dopo)"), una cover del singolo del 2001 degli Zone interpretata da Ai Kayano, Haruka Tomatsu e Saori Hayami. La colonna sonora completa è stata pubblicata il 21 dicembre 2011.

### Romanzi
Una trasposizione letteraria della serie, curata da Mari Okada, è stata serializzata sui numeri tra marzo e luglio 2011 della rivista Da Vinci di Media Factory. Due volumi sono stati pubblicati sotto l'etichetta MF Bunko Da Vinci rispettivamente il 25 luglio 2011 e il 10 agosto 2012.
| Nº | Data di prima pubblicazione | Data di prima pubblicazione | Data di prima pubblicazione |
| Nº | Giapponese                  | Giapponese                  |                             |
| -- | --------------------------- | --------------------------- | --------------------------- |
| 1  | 25 luglio 2011              | ISBN 978-4-04-067013-3      |                             |
| 2  | 10 agosto 2012              | ISBN 978-4-84-014689-0      |                             |

### Manga

Copertina del cofanetto di J-Pop

Un adattamento manga, scritto da Mari Okada e disegnato da Mitsu Izumi, è stato serializzato sulla rivista Jump Square di Shūeisha dal 4 aprile 2012 al marzo 2013. I vari capitoli sono stati raccolti in tre volumi tankōbon, pubblicati tra il 4 settembre 2012 e il 2 maggio 2013. In Italia la serie è stata acquistata da Edizioni BD per l'etichetta J-Pop e pubblicata in unico cofanetto il 29 novembre 2014.

#### Volumi
| Nº | Data di prima pubblicazione | Data di prima pubblicazione | Data di prima pubblicazione | Data di prima pubblicazione |
| Nº | Giapponese                  | Giapponese                  | Italiano                    | Italiano                    |
| -- | --------------------------- | --------------------------- | --------------------------- | --------------------------- |
| 1  | 4 settembre 2012            | ISBN 978-4-08-870493-7      | 29 novembre 2014            | ISBN 978-88-6883-027-4      |
| 2  | 4 dicembre 2012             | ISBN 978-4-08-870563-7      | 29 novembre 2014            | ISBN 978-88-6883-027-4      |
| 3  | 2 maggio 2013               | ISBN 978-4-08-870672-6      | 29 novembre 2014            | ISBN 978-88-6883-027-4      |

### Visual novel
Una visual novel, basata sulla serie e sviluppata da guyzware per PlayStation Portable, è stata pubblicata da 5pb. il 30 agosto 2012.

### Film
Un film d'animazione, uscito nelle sale cinematografiche giapponesi il 31 agosto 2013, è incentrato su una riunione dei protagonisti un anno dopo la scomparsa di Menma per bruciare insieme delle lettere d'addio scritte per l'amica di modo da fargliele giungere in cielo. La trama permette l'utilizzo di diversi flashback tratti dalla serie televisiva ed approfondisce la psicologia dei singoli personaggi, indagando in particolar modo sui sentimenti irrisolti dei ragazzi nei confronti di Menma. Inoltre fa un retelling generale dal suo punto di vista.
La sigla d'apertura è Circle Game (サークルゲーム?, Sākuru Gēmu) dei Galileo Galilei, che è stata poi usata anche per le repliche dell'anime su noitaminA iniziate nel luglio 2013. La colonna sonora completa del film è stata pubblicata il 28 agosto 2013. Mentre sul suolo italiano l'opera cinematografica resta inedita, in America del Nord è stata pubblicata dalla Aniplex of America su BD/DVD, sia in versione regolare che limitata, il 15 luglio 2014.

## Accoglienza

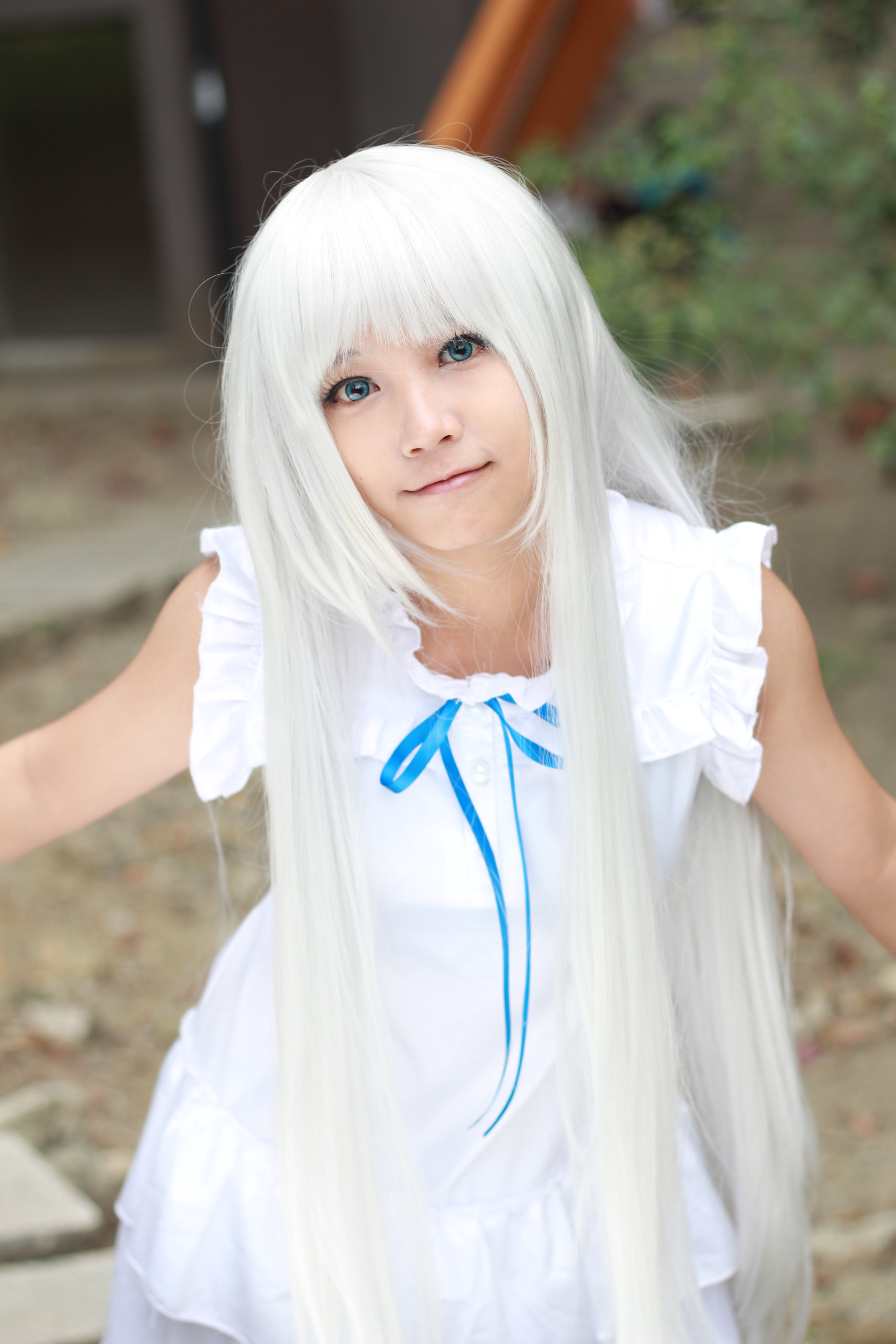
Cosplayer di Menma

Ano Hana è stato accolto positivamente sia dal pubblico sia dalla critica. Entro luglio 2014 l'opera ha ottenuto una media di voto aritmetica sul sito Anime News Network pari a 8.877, che corrisponde ad una valutazione "eccellente" basata sulle risposte di 2729 utenti, mentre sull'Internet Movie Database ha raggiunto invece una media ponderata di 8.4/10, ricavata dal parere di altri 954 utenti.
Carl Kimlinger di Anime News Network ha elogiato il lirismo della storia, la capacità di affrontare con brillantezza temi difficili e il forte impatto emotivo che la serie regala agli spettatori. I personaggi sono considerati credibili e caratterizzati da una cura particolare per i movimenti e il linguaggio del corpo, mentre l'animazione, afferma il critico, è "di prima qualità". Kimlinger osserva inoltre che il finale potrebbe dare la sensazione di essere eccessivamente denso e carico di emozioni, in contrasto con il flusso graduale rappresentato dal resto degli episodi, ma d'altronde riconosce anche che "bisognerebbe avere un cuore molto più duro della pietra per non essere mossi dall'impatto" dell'ultima scena. Stessa critica è stata mossa da Jeffrey Kauffman di Blu-ray.com, che afferma che la conclusione dell'opera rovina parzialmente l'autenticità e sincerità del resto della serie. Aiden Foote di THEM Anime Reviews gli assegna quattro stelle su cinque. Egli ha apprezzato lo show perché nonostante abbia elementi di finzione mantiene un approccio realistico ai temi e alle reazioni dei personaggi, in contrasto con molti anime contemporanei. Il critico ha lodato il character design, la colonna sonora, l'animazione e la trama, definendola un'idea, quella di amici d'infanzia che si sono persi di vista, con cui "la maggior parte delle persone può identificarsi senza difficoltà". In generale non lo considera un capolavoro, ma comunque "ben scritto, bello e spesso commovente".
Il film ha incassato 10.2 milioni di dollari e si è classificato al quattordicesimo posto tra i film d'animazione giapponesi di maggior incasso nel 2013.